# Улица Юрия Шумского
Улица Юрия Шумского (укр. Вулиця Юрія Шумського) — улица  в Днепровском районе города Киева. Пролегает от улицы Ивана Миколайчука до проспекта Павла Тычины, исторически сложившаяся местность (район) жилой массив Березняки.
Нет примыкающих улиц.

## История
Новая улица возникла в 1960-е годы при строительстве нового жилого массива Березняки. Только парная сторона улицы застраивалась в 1970-е годы. Непарная сторона улицы застраивалась в 2010-е годы. 
31 октября 1967 года новая улица (от проспекта до Бучмы) на жилмассиве Березняки получила современное название — в честь советского украинского актёра, Народного артиста СССР Юрия Васильевича Шумского, согласно Решению исполнительного комитета Киевского городского совета депутатов трудящихся № 1826 «Про наименование и переименование улиц и площадей г. Киева» («Про найменування та перейменування вулиць і площ м. Києва»). 
Кроме того, 5 июля 1955 года Червоный шлях в Дарницком районе была переименована улица Юрия Шумского. Была ликвидирована в середине 1960-х годов вместе с другими улицами и их застройкой бывшего села Кухмистерская слободка, в связи со строительством нового жилого массива Березняки.

## Застройка
Улица пролегает в юго-восточном направлении. 
Парная и непарная стороны улицы заняты многоэтажной жилой застройкой (9-этажные дома) и учреждениями обслуживания.  
Учреждения:
1. дом № 4А — отделение связи № 98
2. дом № 4А — библиотека для детей имени Ивана Сергиенко
3. дом № 3Б — церковь Рождества Христова